# Departamento de Sinú
Sinú fue uno de los primigenios departamentos del Estado Soberano de Bolívar (Colombia). Fue creado por medio de la ley del 13 de noviembre de 1857 y transformado en provincia el 26 de diciembre de 1862. Tuvo por cabecera a la ciudad de Lorica.